# Prakseda Grabska
Prakseda Grabska, död efter 1792, var en polsk ballerina. 
Hon var en av Antoni Tyzenhaus livegna från hans gods (Byteń i Litauen) och utbildad vid hans privata balett Postawy (hon var bland annat elev vid FG Le Doux).  Hon testamenterades till kungen tillsammans med hela baletten 1785. Hon var engagerad vid kungliga baletten Hans Majestäts Nationaldansare i Nationalteatern, Warszawa, 1785-1791. Hon tillhörde den polska balettens pionjärer. Hon på de kungliga slotten och under kungens besök hos primaten M. Poniatowski i Łowicz (27 september 1785). Den 1 maj 1791 lämnade hon scenen. 1792 bodde hon i Warszawa i Podwale, försörjd av en rik man. 